# Eugonatonotus chacei
Eugonatonotus chacei Chan & Yu, 1991 è un gamberetto appartenente alla famiglia Eugonatonotidae.

## Distribuzione e habitat
Proviene dalla Nuova Caledonia, dall'Australia, dal Giappone, dalle Filippine e da Taiwan.

## Descrizione
Il corpo degli adulti ha una colorazione che varia dal rosa rossastro al violaceo, le antenne tendono all'arancione. Gli occhi sono grandi, rotondi e marroni. Il rostro presenta fino a 8 denti nella parte ventrale e da 7 a 9 nella parte dorsale. Somiglia molto a Eugonatonotus crassus.
Gli esemplari giovanili hanno una colorazione pallida, solitamente giallastra o con aree tendenti al marrone; le uova sono marroni.
Nel 1997 un esemplare giovanile catturato nel Mare di Celebes a una profondità di 5.000 metri era stato classificato come un'altra specie, Galatheacaris abyssalis. Era diverso dalle specie di gamberetti precedentemente note, e quindi si era resa necessaria la creazione di una nuova  famiglia, Galatheacarididae, e anche di una nuova  superfamiglia, Galatheacaridoidea. Più tardi, alcuni esemplari sono stati trovati nel ventre di un Alepisaurus ferox, un raro pesce batipelagico. 
Analisi di filogenesi molecolare hanno poi mostrato che il DNA mitocondriale in G. abyssalis era molto simile a quello di E. chacei; ora è noto che G. abyssalis è lo stadio post-larvale di E. chacei.